# 工人阶级战斗队

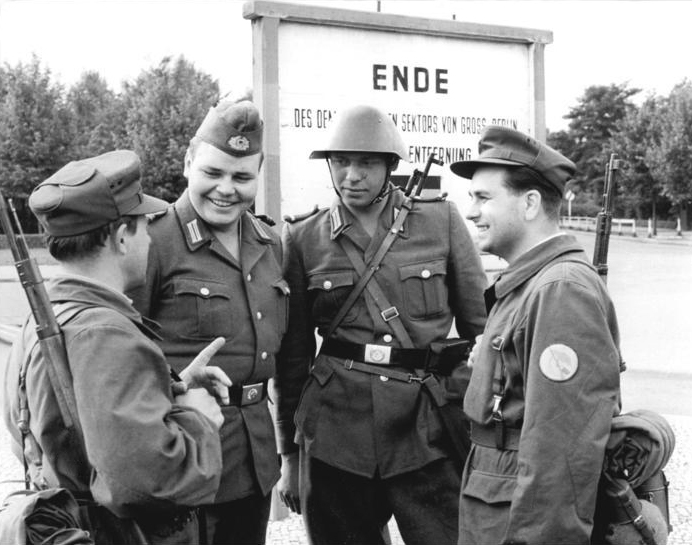
两个在柏林边境附近与东德边防警察士兵交谈的工人阶级战斗队成员，摄于1961年

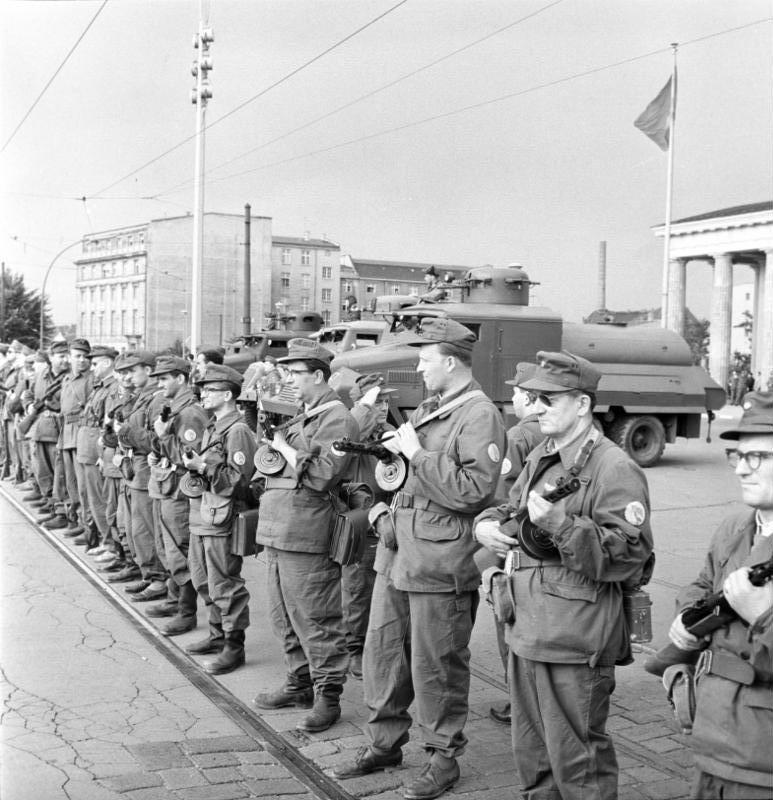
1961年8月13日东德工人阶级战斗队封锁勃兰登堡门附近的边境

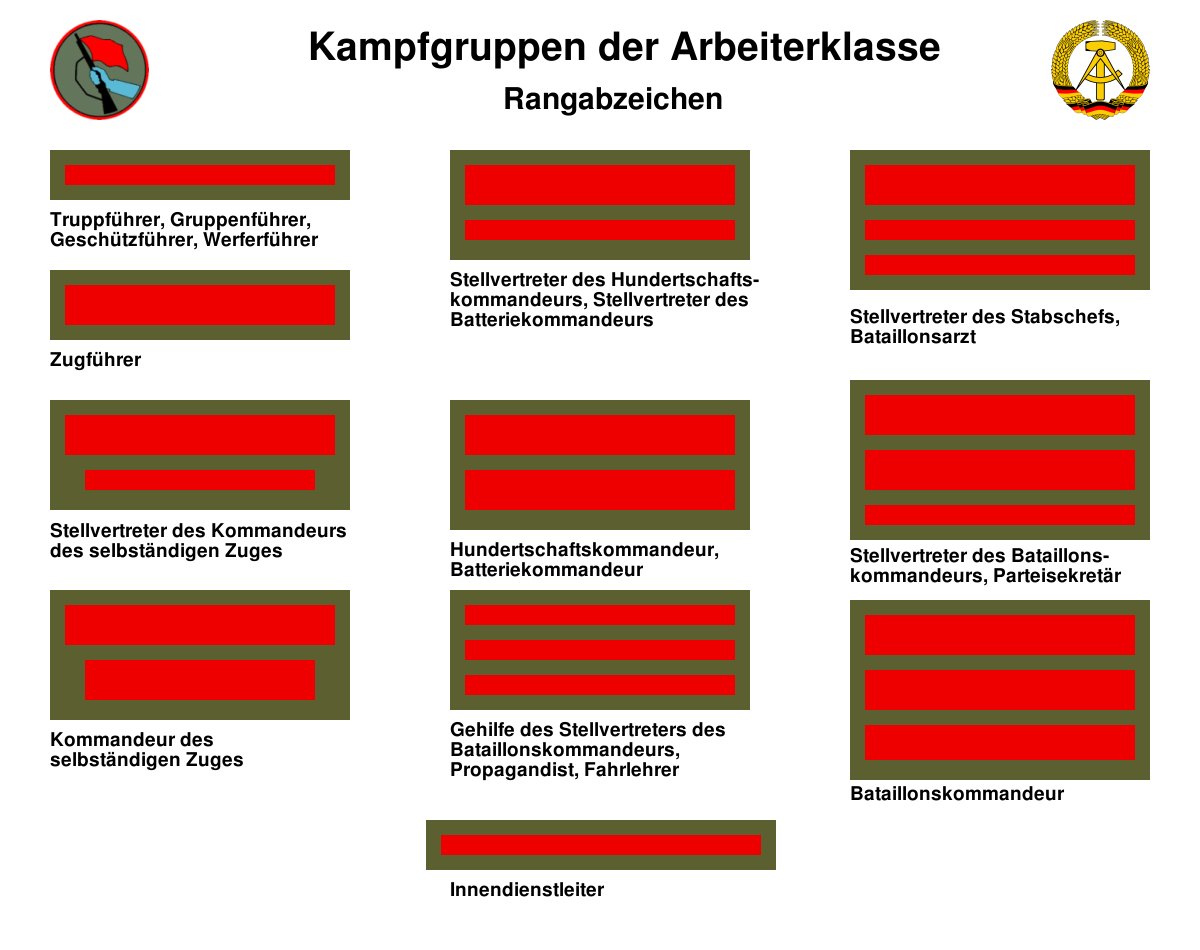
工人階級戰鬥隊階級章

工人阶级战斗队（德語：Kampfgruppen der Arbeiterklasse，缩写为KdA）是东德的一个准军事组织，存在于1953年—1989年，其成员最多时达到40万。

## 历史
工人阶级战斗队成立于1953年9月29日，此前在1953年6月刚刚发生了东德六一七事件。在1954年五一节游行中工人阶级战斗队第一次出现。该组织的形式借鉴了捷克斯洛伐克的人民民兵，其在1948年对巩固捷克斯洛伐克的共产主义政权起到了至关重要的作用。同时这一组织的命名也呼应了东德政府宣传的工人阶级的国家地位。
1961年夏秋修建柏林墙是工人阶级战斗队最大的一次任务，来自萨克森、图林根和东柏林的政治可靠的工人阶级战斗队员承担了修建和驻守柏林墙的任务，共计8000人参与了修建工作，占全组织的20%。
工人阶级战斗队受德国统一社会党中央委员会控制，由德意志民主共和国内务部与东德人民警察提供训练指导，东德各大区的统一社会党地方委员会监察成员的政治可靠性。
1989年晚期的莱比锡示威中由于许多工人阶级战斗队成员也参与了示威，该组织并没有被派遣。随着德国统一社会党的形势急转直下，东德人民议会于1989年12月决定停止工人阶级战斗队的運作，并于1990年5月正式解散。